# Waiporia
Waiporia là một chi nhện trong họ Orsolobidae.